# Andrzej Matuszewski

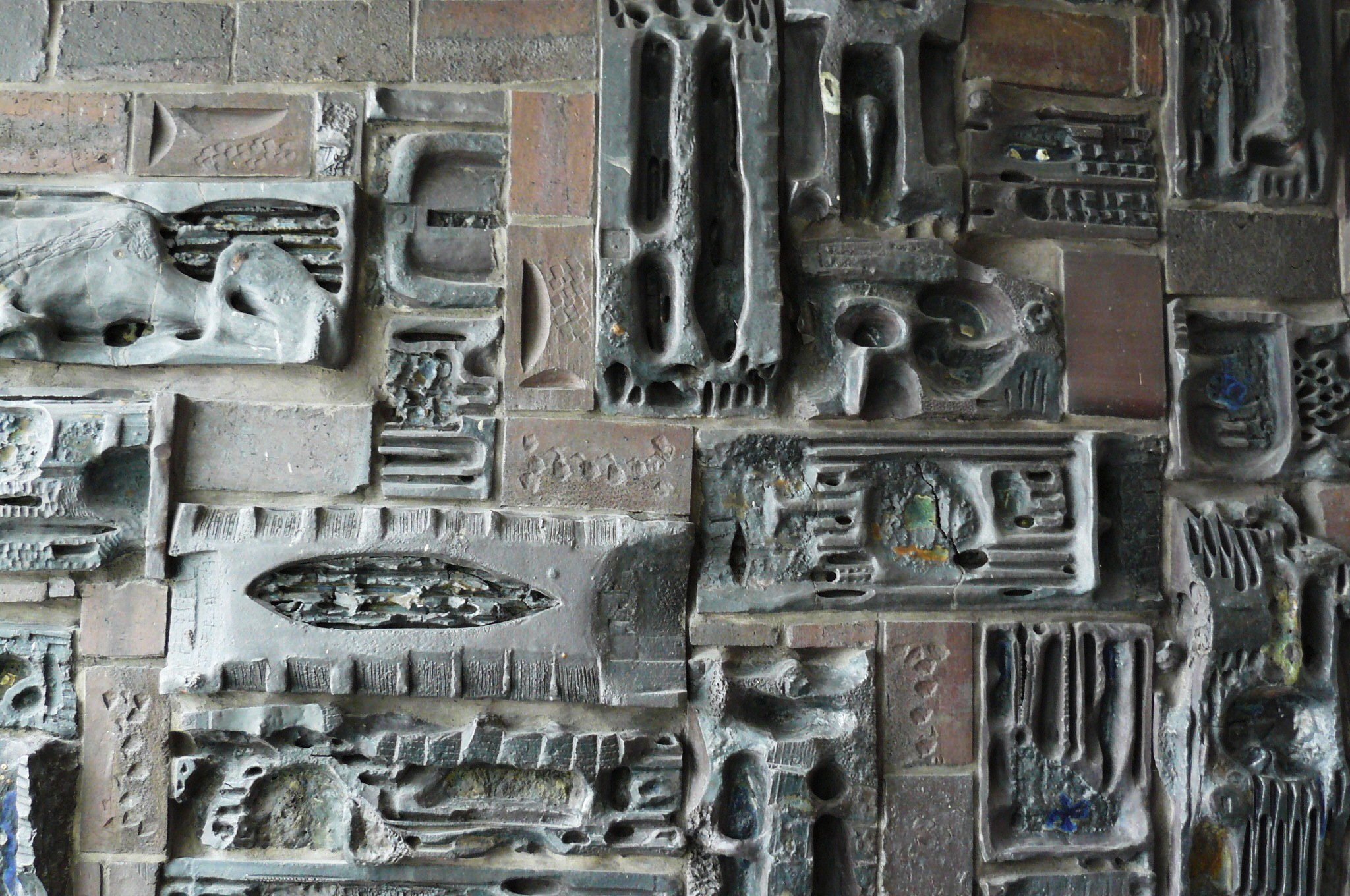
Ceramiczna ściana dekoracyjna w Hotelu Mercure Poznań (1963)

Andrzej Matuszewski (ur. 28 sierpnia 1924 w Poznaniu, zm. 6 maja 2008 tamże) – polski artysta, malarz, twórca happeningów, animator i teoretyk sztuki, współzałożyciel Grupy 55.
Studiował na Wydziale Malarstwa Państwowej Wyższej Szkoły Sztuk Plastycznych w Poznaniu, gdzie w 1949 roku otrzymał dyplom w pracowni Wacława Taranczewskiego. W latach 1964–1969 prowadził galerię Od Nowa. Uczestniczył w plenerach w Osiekach, organizował ogólnopolskie sympozja, m.in. Interwencje (Pawłowice 1975), Artycypacje (Dłusko 1976), Sytuartacje (Jankowice 1978).
W 1965 r. wziął udział I Biennale Form Przestrzennych w Elblągu, gdzie do dzisiaj stoi jego praca.
Andrzej Matuszewski jest autorem książek: Artykulacje 1993, Aspekty 2004, Refleksje 2006.
W roku 1982 zainaugurował działalność Galerii AT odczytem Przyczyny i skutki. Prace artysty znajdują się m.in. w kolekcji Muzeum Narodowego we Wrocławiu.